# C.F. Rich
Caspar Frederik Paulus Rich, kendt som C.F. Rich (18. april 1800 i København – 20. maj 1874 i København) var en dansk fabrikant. Han stiftede kaffesurrogatfabrikken C.F. Rich & Sønner i 1834. Kaffeerstatningen er og var kendt som Rich's, udtalt ['rægs].
Han var gift med Adolphine Rich, f. Borring (2. september 1817 – 5. maj 1874). Begge er begravet på Solbjerg Parkkirkegård på Frederiksberg.
C.F. Richs Vej på Frederiksberg er opkaldt efter ham. Richshuset på Rådhuspladsen er indirekte opkaldt efter ham.